# Apple Watch Series 9
L'Apple Watch Series 9 (pubblicizzato come  WATCH Series 9) è uno smartwatch di Apple, successore dell'Apple Watch Series 8. È stato annunciato il 12 settembre 2023 durante un evento speciale Apple.

## Descrizione
L'Apple Watch Series 9 utilizza il sistema operativo watchOS 10, presentato contemporaneamente allo smartwatch stesso.
Viene introdotto il SoC SiP 9, con una GPU il 30% più veloce. Le novità principali riguardano l'introduzione di una gesture "Double Tap" (che consente con un gesto di pollice e indice di compiere varie azioni) e un display molto più luminoso (capace di arrivare a 2000 nits di picco massimo). La capacità della memoria è stata raddoppiata a 64 GB.